# Сумской сахарорафинадный завод
Сумской сахарорафинадный завод — предприятие пищевой промышленности в Сумской области.

## История

### 1869—1917
В 1869 году в Сумском уезде (одном из центров свеклосахарной промышленности Российской империи) был построен Павловский сахарный завод сахарозаводчика И. Г. Харитоненко, в дальнейшем ставший одним из крупнейших сахарных заводов Харьковской губернии.
В дальнейшем, в связи с расширением города, завод оказался в черте города Сумы.
Во время революции 1905 года в 1905 и 1907 годы на сахарном заводе прошли крупные забастовки рабочих.
В декабре 1917 года в городе была установлена Советская власть, в 1918 году из рабочих завода был создан отряд Красной гвардии, который был направлен на фронт и участвовал в боях вместе с частями РККА в ходе гражданской войны.

### 1918—1991
В 1918—1924 годы завод занимался ремонтом автомобилей и выпуском сельхозинвентаря, в 1924 году переработка сахарной свеклы и производство сахара-рафинада были возобновлены, после чего заводу было присвоено почётное наименование «Краснозвёздинский».
Для подготовки кадров 1 октября 1928 года при Сумской механической профшколе было открыто химическое отделение сахарной промышленности, на базе которого 24 августа 1930 года был создан техникум сахарной промышленности.
Во время Великой Отечественной войны оборудование завода было эвакуировано, но здания серьёзно пострадали в ходе боевых действий и немецкой оккупации (во время оккупации на территории сахарного завода был создан концентрационный лагерь для советских военнопленных).
После окончания войны завод был восстановлен и вновь введён в эксплуатацию, в 1946 году дал первую продукцию (сахар-песок).
В дальнейшем завод стал предприятием союзного значения и в мае 1948 года был передан в прямое подчинение Главного управления сахаро-рафинадной промышленности Министерства пищевой промышленности СССР. По состоянию на начало 1955 года, завод являлся одним из крупнейших сахарных заводов СССР.
В 1957—1969 гг. завод был реконструирован.
В 1969 году завод был награждён орденом «Знак Почёта».
По состоянию на 1983 год, производственные мощности завода включали в себя сиропно-кристаллизационный, прессовый, механический, бумажный, тарный, картонажный, строительный и транспортный цеха, продукцией предприятия являлись рафинированный сахарный песок, сахар-рафинад и сахарная пудра.
В 1986 году на предприятии был открыт музей истории завода.
В советское время завод входил в число ведущих предприятий города, на балансе завода находились объекты социальной инфраструктуры (заводской Дом культуры, сквер и несколько жилых домов, в которых проживали работники предприятия).

### После 1991
После провозглашения независимости Украины положение предприятия осложнилось, объемы производства в 1990е годы уменьшились. В это же время государственное предприятие было преобразовано в открытое акционерное общество, управление корпоративными правами которого в июне 1999 года было передано министерству сельского хозяйства и продовольствия Украины.
В 2003 году завод был лишён льготы по налогообложению, после чего находившиеся на балансе предприятия жилые дома были переданы в коммунальную собственность города, однако несмотря на сокращение расходов к началу 2005 года положение завода ухудшилось, часть оборудования была продана, а ёмкости и комплект производственного оборудования для изготовления рафинада из жидкого сахарного сиропа были демонтированы.
По состоянию на 2006 год, завод являлся единственным предприятием сахарной промышленности на территории Украины, сохранившим оборудование для производства кускового прессованного сахара, производственные мощности предприятия обеспечивали возможность производства до 100 тыс. тонн сахара в год, однако к 2007 году большая часть оборудования не использовалась и была законсервирована.
Начавшийся в 2008 году экономический кризис поставил завод на грань остановки, и в 2008 году собрание акционеров приняло решение о продаже оборудования и разборке зданий на стройматериалы.
К началу октября 2009 года на заводе работал только один цех, выпускавший до 2 тонн сахара в сутки, общая численность работников сократилась до 40 человек. К 2011 году завод был исключён из государственного реестра промышленных предприятий, всё оборудование было демонтировано и вывезено, часть зданий была разобрана. Продолжали функционировать только заводская насосная канализационная станция и часть линий электропередачи (которые с советского времени использовались «Сумыоблэнерго» для электроснабжения жилых домов района).
В 2014 году завод уже не функционировал, в январе 2015 года вышла из строя заводская насосная канализационная станция.